# Viburnum tinus

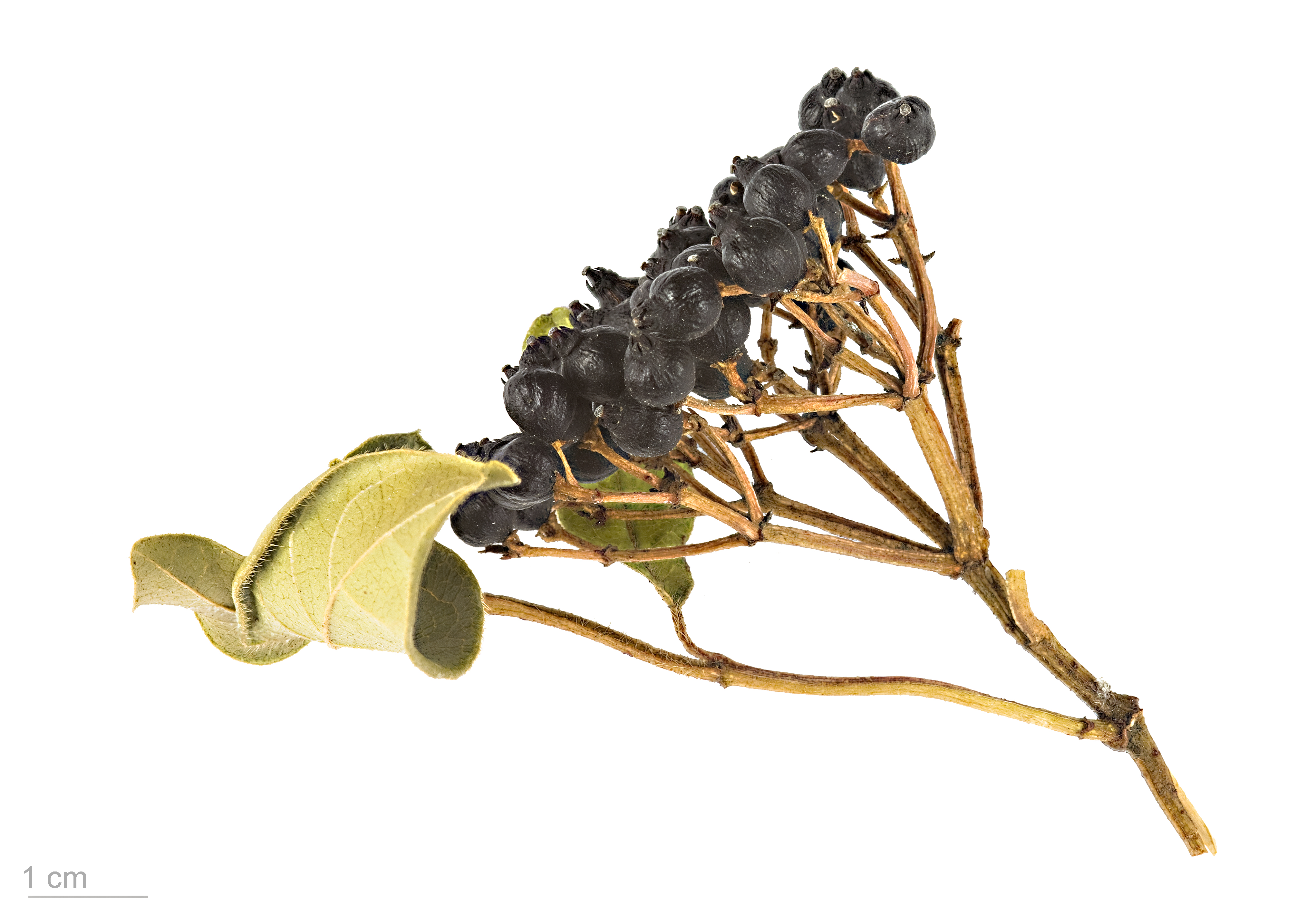
Viburnum tinus - MHNT

Viburnum tinus, comummente conhecida como folhado (não confundir com as espécies Clethra arborea e Viburnum treleasei, que também dão por este nome comum), é uma espécie do género botânico Viburnum, pertencente à família das Adoxáceas e ao tipo fisionómico dos microfanerófitos.

## Nomes comuns
Além do nome comum «folhado», esta espécie também é conhecida como: folhado-comum, milfolhado (não confundir com a espécie Achillea millefolium, comummente conhecida como milfolhada), viburno (designação comum e extensiva a outras espécies do género Viburnum), e regionalmente, no Minho, como loureiro-do-jardim. 

### Etimologia
Quanto ao nome científico desta espécie:
- O nome genérico, viburnum, provém do latim, vīburnum, o qual era o nome comum no período clássico da espécie «rosa-de-gueldres».[8]

- O epíteto específico, tinus, que também provém do latim, nomeadamente do étimo tīnus, usava-se no período clássico para designar esta mesma espécie.[9]

## Descrição
É um arbusto, raramente uma pequena árvore, que pode alcançar de 2 a 7 m de altura, com uma copa densa e arredondada. Folhas perenes que podem persistir de 2 a três anos, distribuidos em pares opostos, com 4 a 10 cm de largura e e 2 a 4 cm de comprimento com bordas inteiras. As flores são brancas produzindo uma densa cimeira com 5 a 10 cm de diâmetro no inverno. O fruto é uma drupa de coloração azul escuro a preto com 5 a 7 mm de comprimento.

## Taxonomia
Existem três subespécies:
- Viburnum tinus subsp. tinus.  Região do Mediterrâneo.
- Viburnum tinus subsp. rigidum (sin. V. rigidum).  Ilhas Canárias.
- V. tinus subsp. subcordatum. Açores.

## Distribuição
Trata-se de uma espécie nativo das regiões do Mediterrâneo e Macaronésia. 
Por ser um arbusto sempreverde que floresce no inverno  é cultivado extensivamente  na Europa ocidental e norte da América do Norte como planta ornamental.

### Portugal
Trata-se de uma espécie presente em território português, mais concretamente Portugal Continental, onde marca presença em todas as zonas, salvo no Barlavento e Sotavento algarvios, no Noroeste montanhoso e no Nordeste ultrabásico.

### Habitat e ecologia
Encontra-se em bosques perenifólios ou galerias ribeirinhas. Ocorre, normalmente, em altitudes baixas, embora tolere temperaturas até -10°C. Prospera tanto em locais sombrios como de plena luz. Tanto se dá em solos ácidos como básicos e requer alguma humidade. Tem um crescimento rápido em jovem, abrandando com a idade. É bastante tolerante à poda, regenerando rapidamente, mesmo dos ramos velhos.